# 米倉れいあ
米倉 れいあ（よねくら れいあ、2005年2月8日 - ）は、日本の女優、アイドルで女性アイドルグループ・HUNNY BEEのメンバーとして活躍している。
和歌山県出身。ホリプロ所属。

## 経歴
2018年度の第43回ホリプロタレントスカウトキャラバンに参加し、その合格者5名にて、2019年11月にガールズユニット821を結成しデビュー。
2020年2月から日本テレビ『ZIP!』内のコーナー「星星のベラベラENGLISH」に2年間レギュラー出演した。
2020年末より、苗字付きの「米倉れいあ」としてのソロ活動も本格的に始めている。
2023年8月1日、ピタットハウスの新イメージキャラクターに就任。

## 人物
趣味はTikTok、スノーボード、絵を書くこと。
米倉をはじめ、821のデビューに至る物語として、漫画作品「きみとゆめみる羊」（柚木ウタノ著）が製作されており、米倉をモデルとしたキャラクターも登場している。

## 出演
HUNNY BEEのメンバーとして出演した番組については、HUNNY BEE#出演を参照。

### テレビ
- ZIP! 星星のベラベラENGLISH（2020年2月3日 - 2022年3月29日、日本テレビ） - レギュラー
- 行列のできる法律相談所（2021年6月、日本テレビ）
- ヒルナンデス!（2022年2月21日、日本テレビ）
- バリューの真実（2022年4月5日、NHK Eテレ）
- ハレバレティモンディ（2022年7月9日・10月15日、札幌テレビ)
- 全力!脱力タイムズ（2023年8月25日、フジテレビ）
- ラヴィット!（2023年9月11日、TBSテレビ）
- ラヴィット!（2023年11月21日、TBSテレビ）
- 秘密のケンミンSHOW（2024年5月9日、日本テレビ）
- ヒルナンデス!（2025年2月28日、日本テレビ）
- 沸騰ワード10（2025年2月28日、日本テレビ）
- 「顔だけじゃ好きになりません」映画公開特別番組（2025年3月6日、テレビ東京）

### テレビドラマ
- 青のSP-学校内警察・嶋田隆平-（2021年1月12日 - 3月16日、関西テレビ・フジテレビ）- 涌井美月 役[3]
- コントが始まる（2021年4月17日 - 6月19日、日本テレビ） - 坂斉凛奈 役[4]
- 雨に消えた向日葵（2022年7月24日 - 8月21日、WOWOW） - 石岡沙希 役[5]
- パパとなっちゃんのお弁当（2023年1月16日 - 3月17日、日本テレビ） - 斉田由紀 役
- 僕たちの校内放送（2023年8月2日 - 23日、フジテレビ） - 夏川茜 役[6]
- JKと六法全書 第3話（2024年5月3日、テレビ朝日） - 立花マイ 役[7]
- ライブマニア（2025年3月23日 - 30日〈予定〉、中京テレビ） - 音谷玲奈 役[8]

### 配信ドラマ
- 十角館の殺人（2024年3月22日、全5話、Hulu） - オルツィ 役[9]
- 無愛想男子は恋でヘラる（2025年1月16日、ショートドラマ Vigloo）- 吉野莉子 役[10]

### 映画
- 幸ト音（2021年5月17日）
- サラリーマン金太郎[11]
  - 【暁】編（2025年1月10日）　-　水木千尋 役
  - 【魁】編（2025年2月7日）　-　水木千尋 役
- 顔だけじゃ好きになりません（2025年3月7日） - 能原柚里 役[12]

### ラジオ
- ジェネZ（2022年1月30日、bayFM）
- まるごと!エンタメ〜ション
  - ようじのぢかん 8月第1週（2022年8月1日 - 8月5日）

### CM
- ステート・オブ・サバイバル（2021年）
- ピタットハウスネットワーク（2023年）[13]
- 伊藤園 1日分の野菜（2023年）[14]
- ユニ春 永遠みたいな春になれ編 （2024年）[15]

### ミュージックビデオ
- なきごと「退屈日和」（2023年）[16]

### ランウェイ
- Rakuten GirlsAward 2022 SPRING/SUMMER（2022年5月14日、幕張メッセ）[17]
- TGC WAKAYAMA 2023 by TOKYO GIRLS COLLECTION（2023年2月11日、和歌山ビッグホエール）
- Rakuten GirlsAward 2023 AUTUMN/WINTER（2023年9月30日、幕張メッセ）[18]
- SAPPORO COLLECTION 2023 AUTUMN/WINTER（2023年11月4日、北海きたえーる）
- TGC WAKAYAMA 2024 by TOKYO GIRLS COLLECTION（2024年2月3日、和歌山ビッグホエール）

## 書籍

### デジタル写真集
- もう少しだけ…（2023年3月6日、週刊プレイボーイ）
- TO LIVE TRUE TO HERSELF（2024年3月28日、集英社）

### カレンダー
- 米倉れいあ 2021年カレンダー（トライエックス）
- 米倉れいあ 2022年カレンダー（トライエックス）[19]
- 米倉れいあ 2023年カレンダー（トライエックス）
- 米倉れいあ 2024年カレンダー（トライエックス）